# Castell de Mollet
El castell de Mollet, o de Montferrer, és una antiga fortificació que pren el nom del despoblat on està situat, al terme de la comuna vallespirenca de Montferrer, a la Catalunya del Nord.
Està situat uns 800 metres al nord del poble, a la carena del Puig de Vilafort, a llevant del seu cim. És a prop al nord del Mas Figueres i al nord-oest de les Abadies.

## Història
La població de Montferrer s'havia denominat inicialment Mollet (esments a Molledo el 927 i villa Moleto el 967), i l'església parroquial retingué l'apel·lació Mollet fins al segle xviii. El castell, però, apareix documentat tant com a castrum Montferrer el 1070, quan el cavaller Guillem Bernat jura fidelitat a Bernat III de Besalú en nom de tots els seus castells del Vallespir, aquest comprès, o com a castell de Montferrer en altres documents.

## Arquitectura
El castell s'encavalca en la cresta d'un turó a uns 1.100 m d'altitud, i està tant íntimament unit a un bloc rocós que es fa difícil distingir-ne un de l'altre a la distància. Les restes que es conserven mostren dues fortificacions encaixades que es prolonguen al sud-oest amb una torre rodona en ruïnes enllaçada per dos murs. L'entrada es fa per una porta amb volta entre dues parets de roca. A les ruïnes hom es pot afigurar les restes de la capella, Santa Maria de Mollet; formada per dues naus paral·leles, exercí d'església del poble fins a l'establiment de la nova nova església. Part de les pedres del castell s'haurien utilitzat en la construcció de les cases del poble.

## Senyoria de Montferrer
Amb posterioritat a Guillem Bernat, sembla que el primer senyor conegut fou Guillem-Arnau de Montferrer bisbe d'Urgell entre 1092 i 1095. Un segle llarg més tard s'esmenten Pere (1215) i Arnau de Montferrer, aquest canonge d'Elna entre 1233 i 1242. Vers el 1270 n'és senyor Bernat de Montferrer, que fundà el 1273 un benifet a l'església de Tuïr; i l'1 de juny del 1313, Sanç I de Mallorca confirma els drets de justícia sobre Montferrer a la senyoria de Castellnou en la persona de Dalmau de Castellnou (Catalunya, segle xiii - Esglésies, Sardenya, 1323), senyor de Santa Maria de Mollet i del castell de Montferrer. El seu fill Berenguer (mort el 1373), però, hagué de vendre's el títol a Blan, cavaller de Perpinyà. El continuaren el fill d'aquest, Pere Blan, i la filla d'en Pere, Elionor. Casada amb Joan de Pontós, a la generació següent Joan III de Banyuls esdevindria Banyuls de Montferrer.
Els Banyuls retingueren Montferrer fins al 30 de desembre del 1585, quan Tomàs I de Montferrer vengué el domini a Joan Vilansosa, cirurgià de Barcelona. Els veïns del poble, però, recompraren la propietat al fill d'en Vilansosa per 3.000 ducats el 13 de desembre del 1610, i Francesc III de Montferrer (fill d'en Tomàs) passà a exercir-ne el govern. Per poc temps, però: constret pels creditors, hagué de vendre's el senyoriu el 12 de gener del 1623 a Lluïsa Guanter, vídua d'un notari de Prats de Molló. El 1642, Lluís XIII de França nomenà Tomàs II de Montferrer procurador reial pels comtats de Rosselló i Cerdanya, i aquest aprofità la seva situació per recomprar a la família Guanter la senyoria el juny del 1649. A l'abril del 1675, el rei constituí el marquesat de Montferrer i l'atorga a Carles de Banyuls. La participació d'aquest a la conspiració de Vilafranca de Conflent el 1674, però, havia fet que hagués d'exiliar-se, i el títol fou per a Francesc III de Banyuls. El marquesat s'engrandiria amb les propietats confiscades a uns altres conspiradors, els Llar.
Vegeu l'article Marquesat de Montferrer

## Galeria

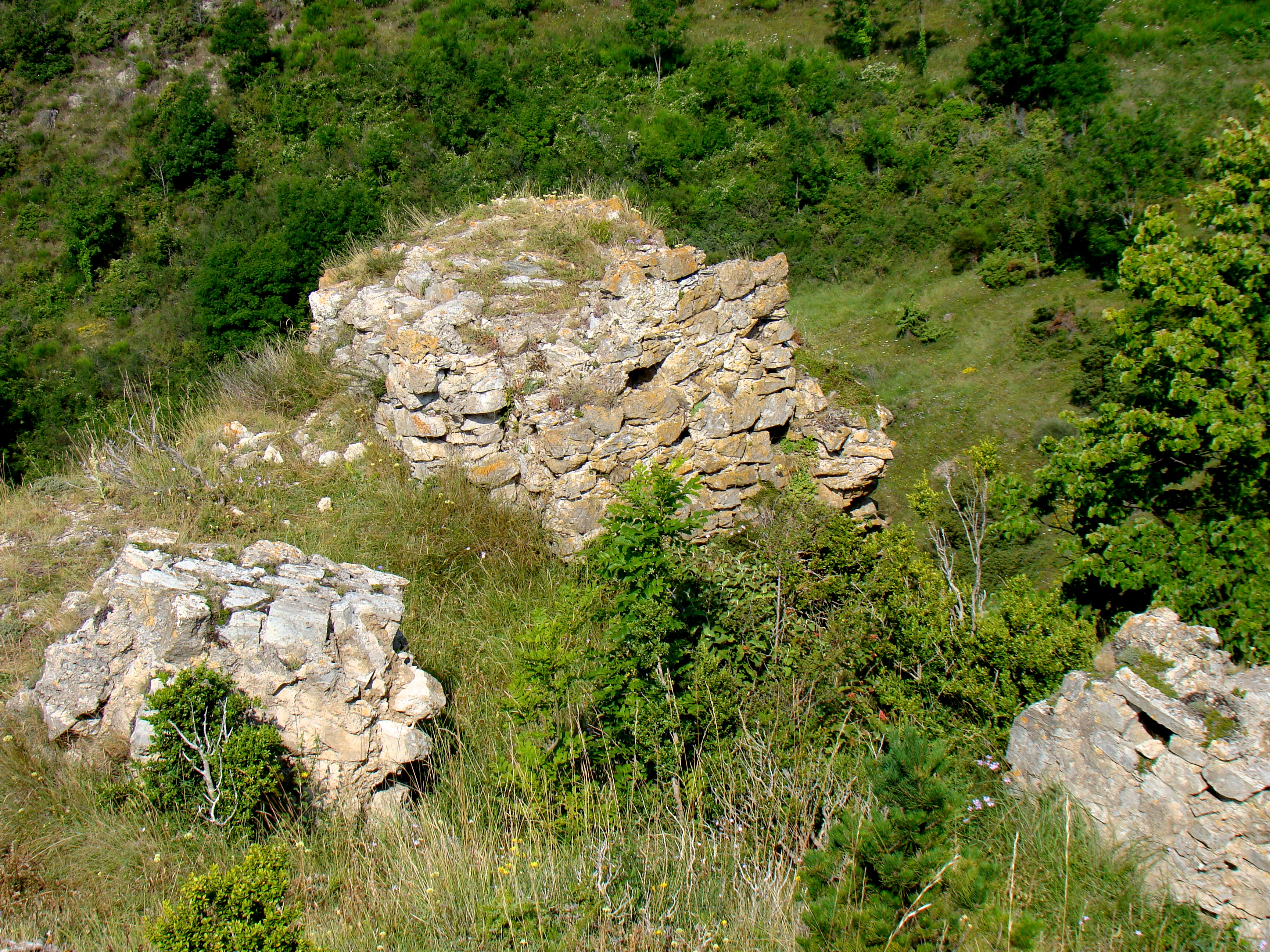
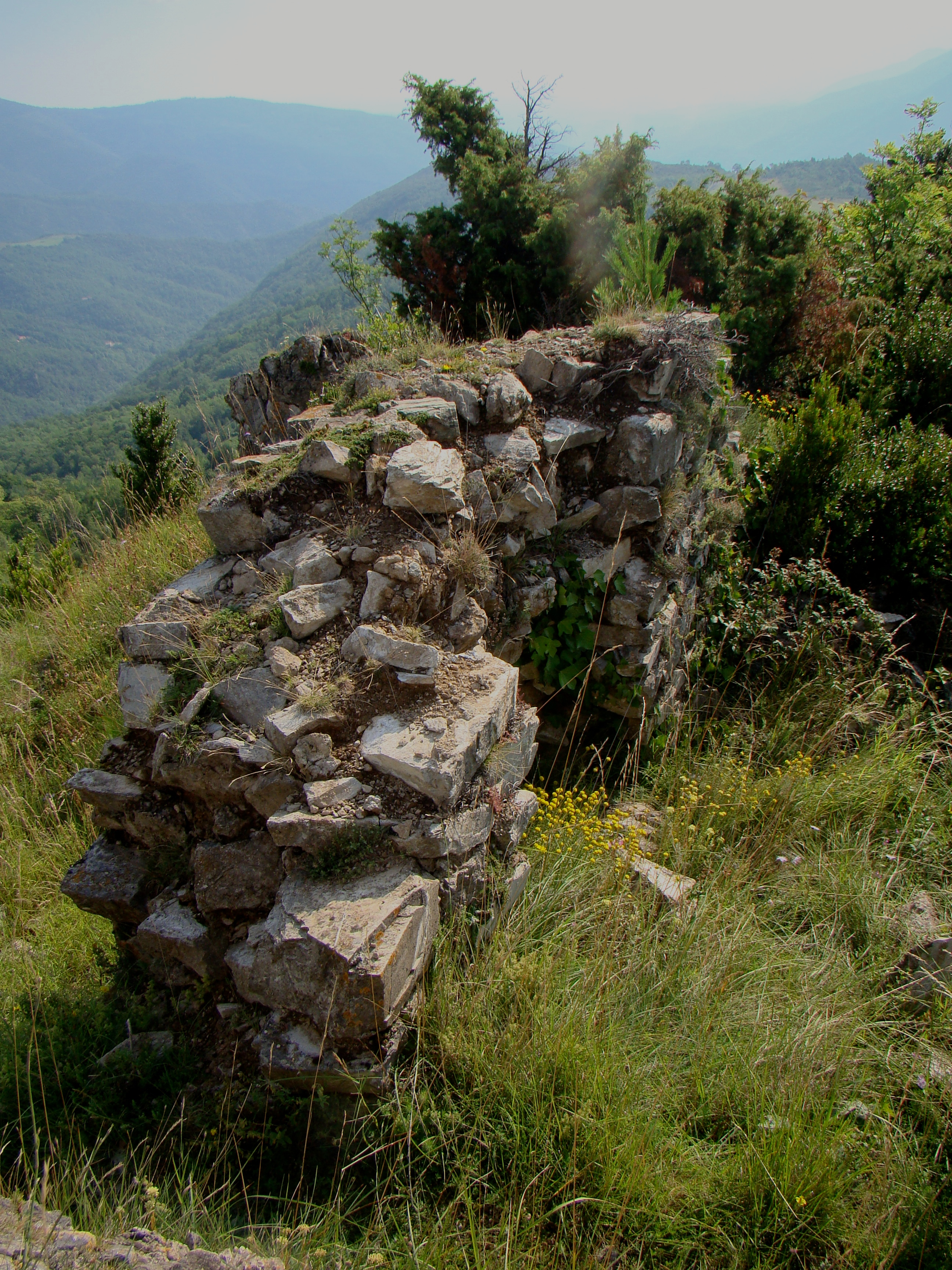
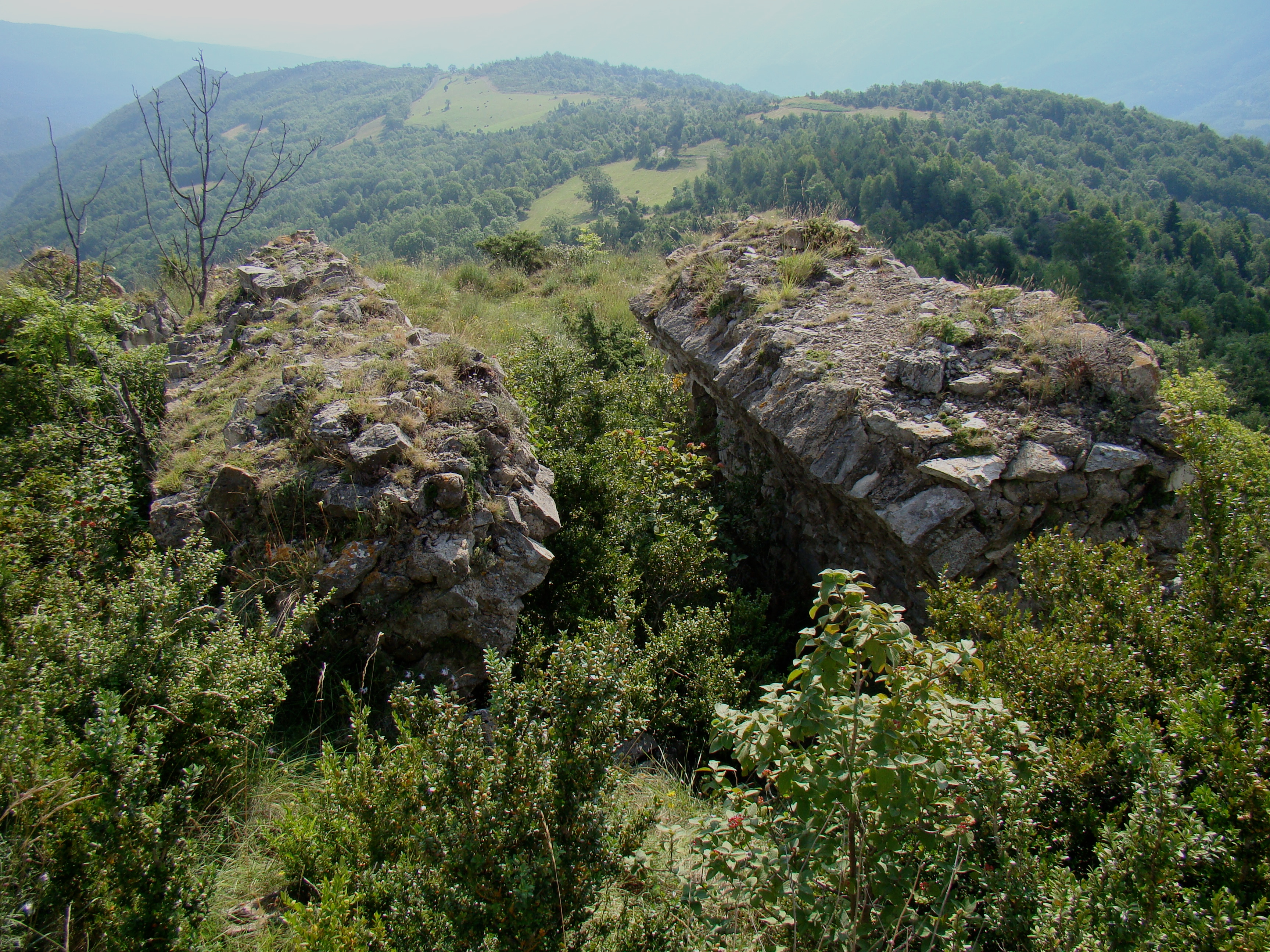
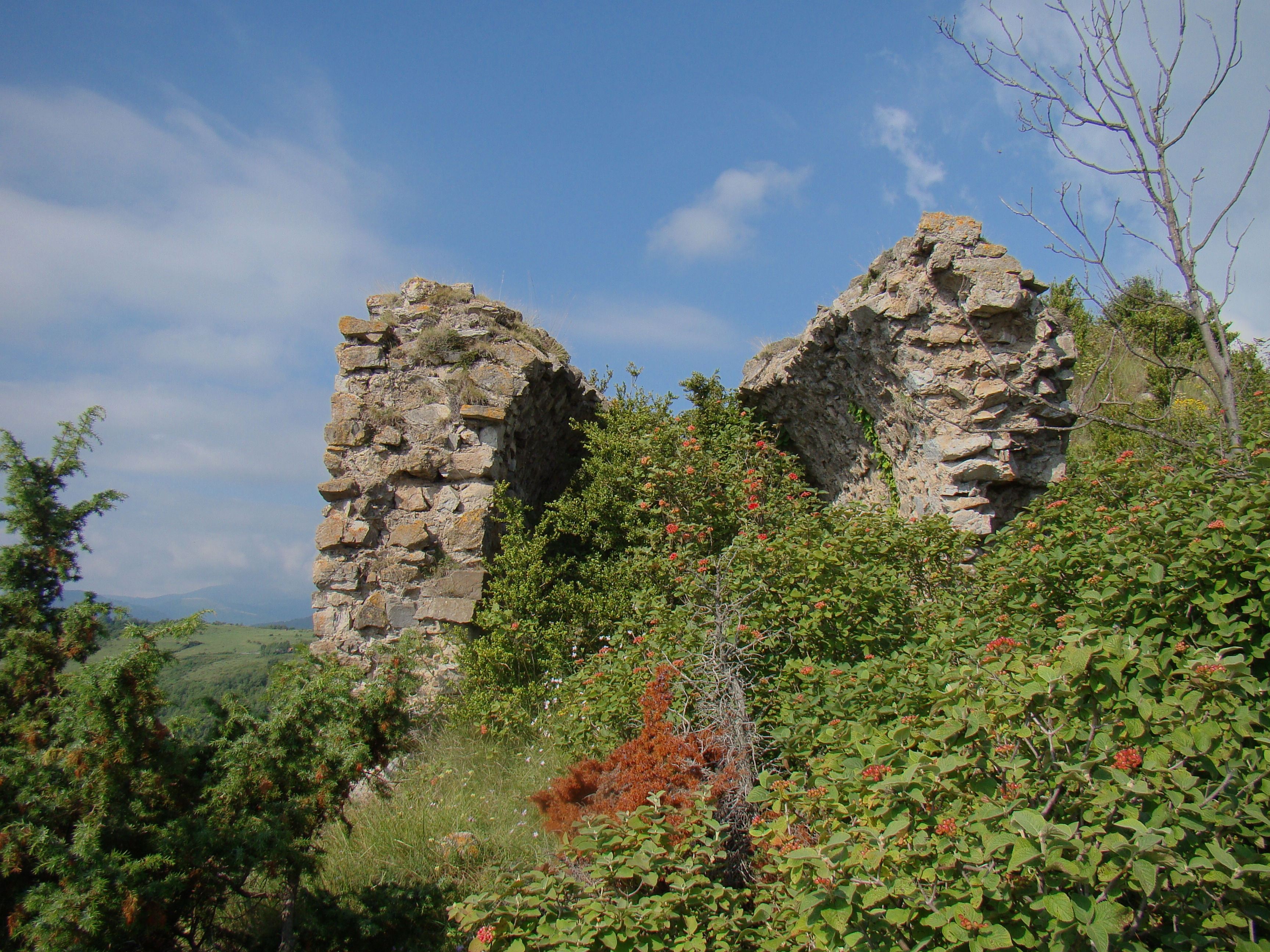
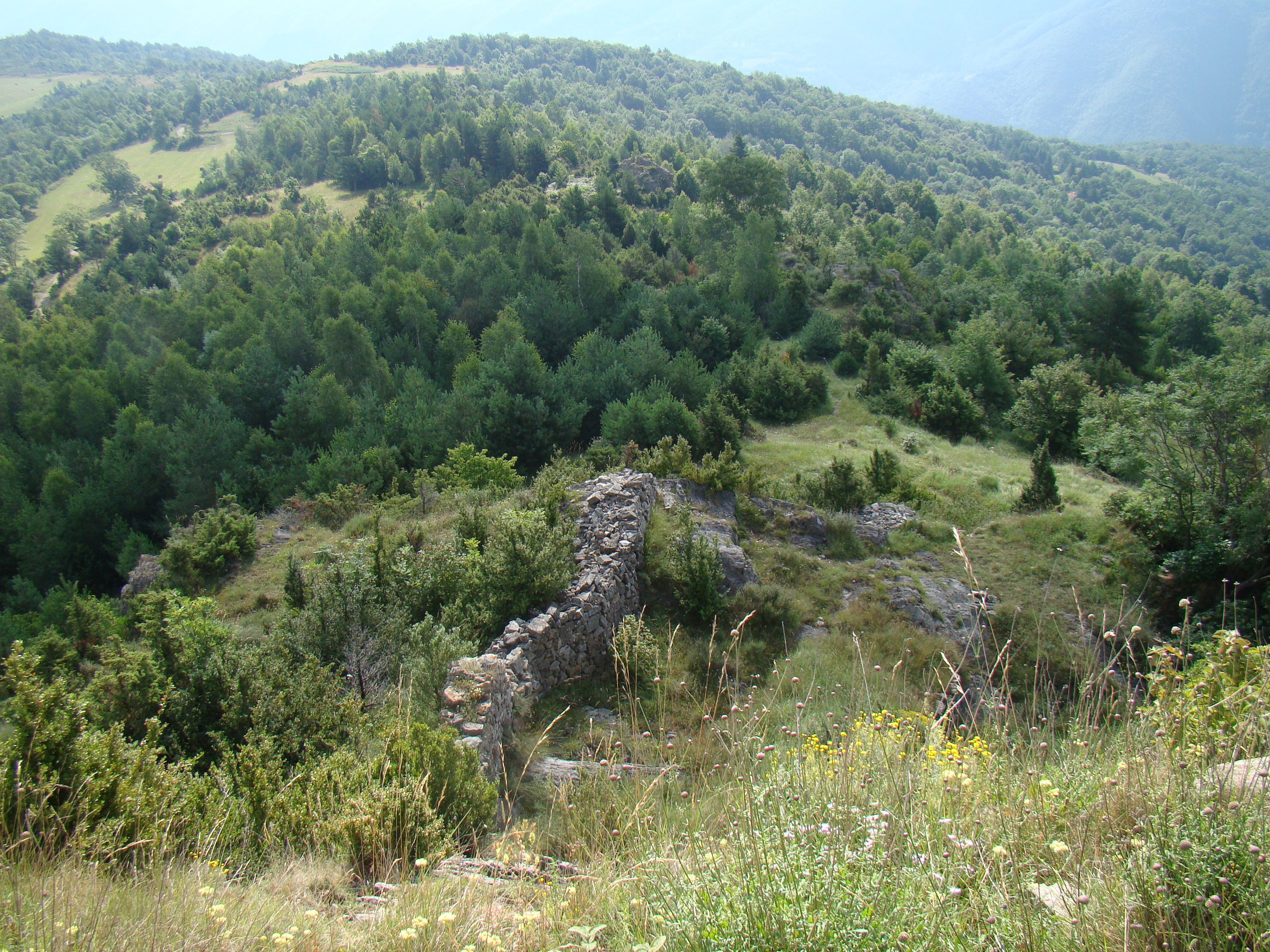
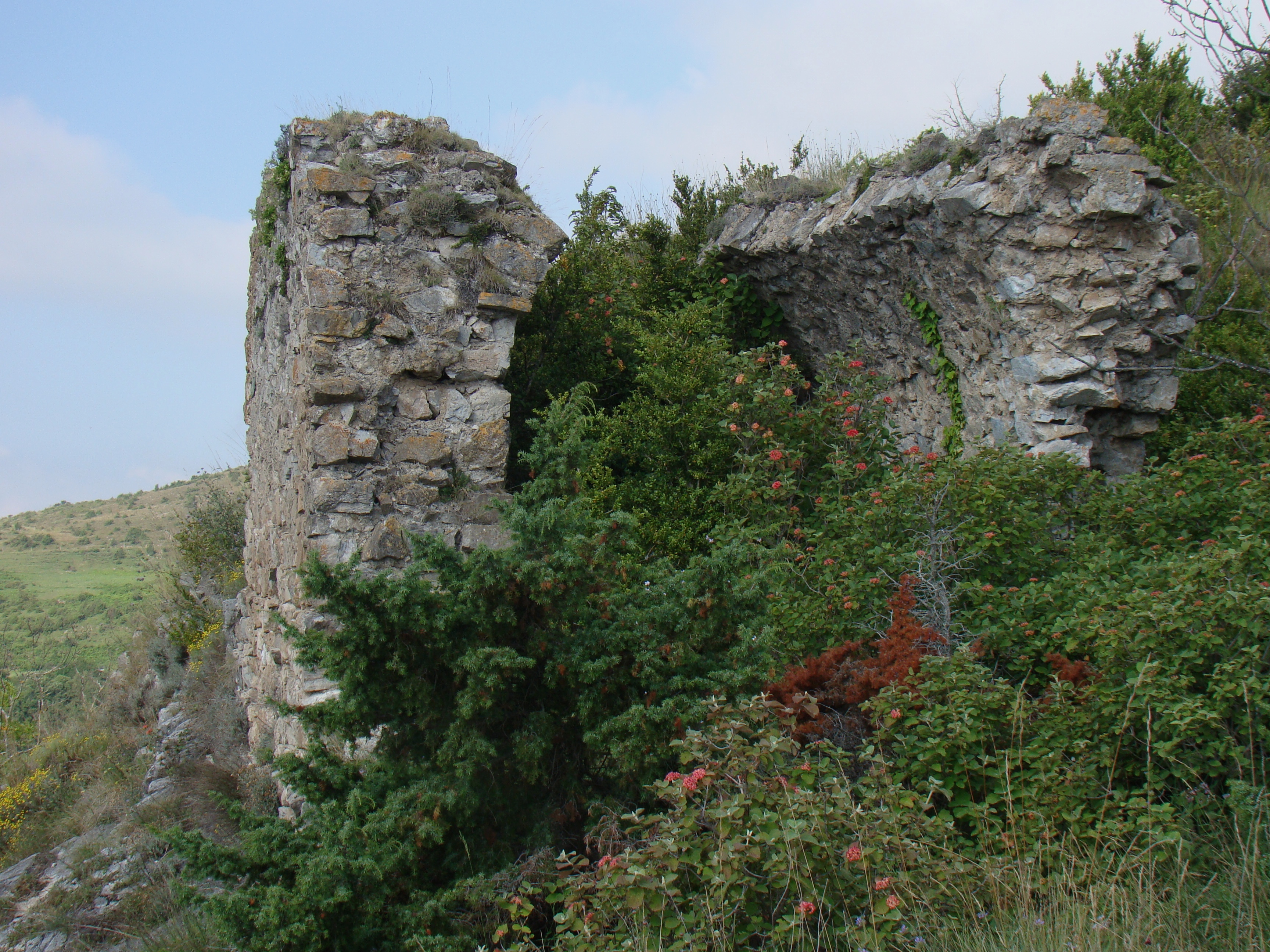